# BALLYHOO MANTA-RAY
BALLYHOO MANTA-RAY (バリーフー・マンタレイ) は、日本のバイクショップメーカーのBALLYHOO(バリーフー)がルノースポール・スパイダー(スピダー)をベースに改造した世界に1台のカスタムカーである。

## 概要
BALLYHOO MANTA-RAYは2016年の東京オートサロンに出品されたワンオフのカスタムカーで、製作者はカー＆バイクカスタムビルダーとしても知られるBALLYHOOの川上哲治である。世界最大のエイであるオニイトマキエイ(英語でMANTA-RAY)をイメージして制作された。
ベースとなっているのは1999年製のルノー スポール・スパイダーで、日本には100台、世界でも1700台しかない希少車である。
オーナーの吉井公明は2014年にスパイダーを中古で購入し、納車後そのままBALLYHOOに持ち込み、カスタムを依頼した。
東京オートサロンに出品した当初は、ルノーのイメージカラーであるイエローだったが、現在はブラックを下地にした、ブルーパールに塗装し直されている。この色は深海魚をイメージしたカラーリングである。
ちなみに、最初のカラーであるイエローはサイドダクトにイエローラインとして残されている。

## デザインと仕様

### 外装
車体はFRPとカーボンファイバーで作られている。フロントはオニイトマキエイの口がイメージされたデザインになっている。エンジンはリアに搭載されているため、フロントカウルはトランクルームになっている。フロントカウルはランボルギーニ・ミウラのような逆開き構造になっている。ヘッドライトはヤマハのYZF-R1からの流用。フロントスクリーンは左右独立タイプで、ホンダのスカイウェイブ250にオプションで取り付けることができるロングスクリーンが流用されている。両側のフロントスクリーンの間には風を後ろに流すためのカーボンファイバー製のエアインテークが取り付けられている。エアインテークには2箇所穴が空いていて、走行時の風をエアコンの代わりとしている。冬はエアインテークの穴を閉じ、ラジエーターの熱をパイプを通じて足元に放出することでヒーターの代わりとしている。カーボンミラーはワンオフで、フロントスクリーンに直接取り付けられている。フロントフェンダーのサイドウィンカーには助手席側のみカメラが装着されている。サイドダクトはカーボンケプラーで形成され、エイの羽がモチーフとされている。このサイドダクトにはもともとのカラーであったイエローのラインが入っている。給油口はスパイダーのままだが、蓋だけはドゥカティの750F1からの流用。リアカウルにはトンネルが2つ作られ、ベース車のスパイダーのデメリットの一つであったエンジンに熱がこもりやすい問題を解決している。トンネルの間にはシャークフィンが装着され、気流を調整している。テールランプはもともと日産のジュークから流用されていたが、イメージと合わなかったため変更。現在はワンオフの埋込式テールランプが装着されている。埋込式ランプを採用することで、ボディのラインを途切れさせないデザインを達成している。ホイールはWORKのホイール(XSA04C)で、フロント17インチ7.5J、リア17インチ8.5J。PDCとオフセットが特注品。ブレーキキャリパーはオレカテクニックイデアルの6PODを装着している。

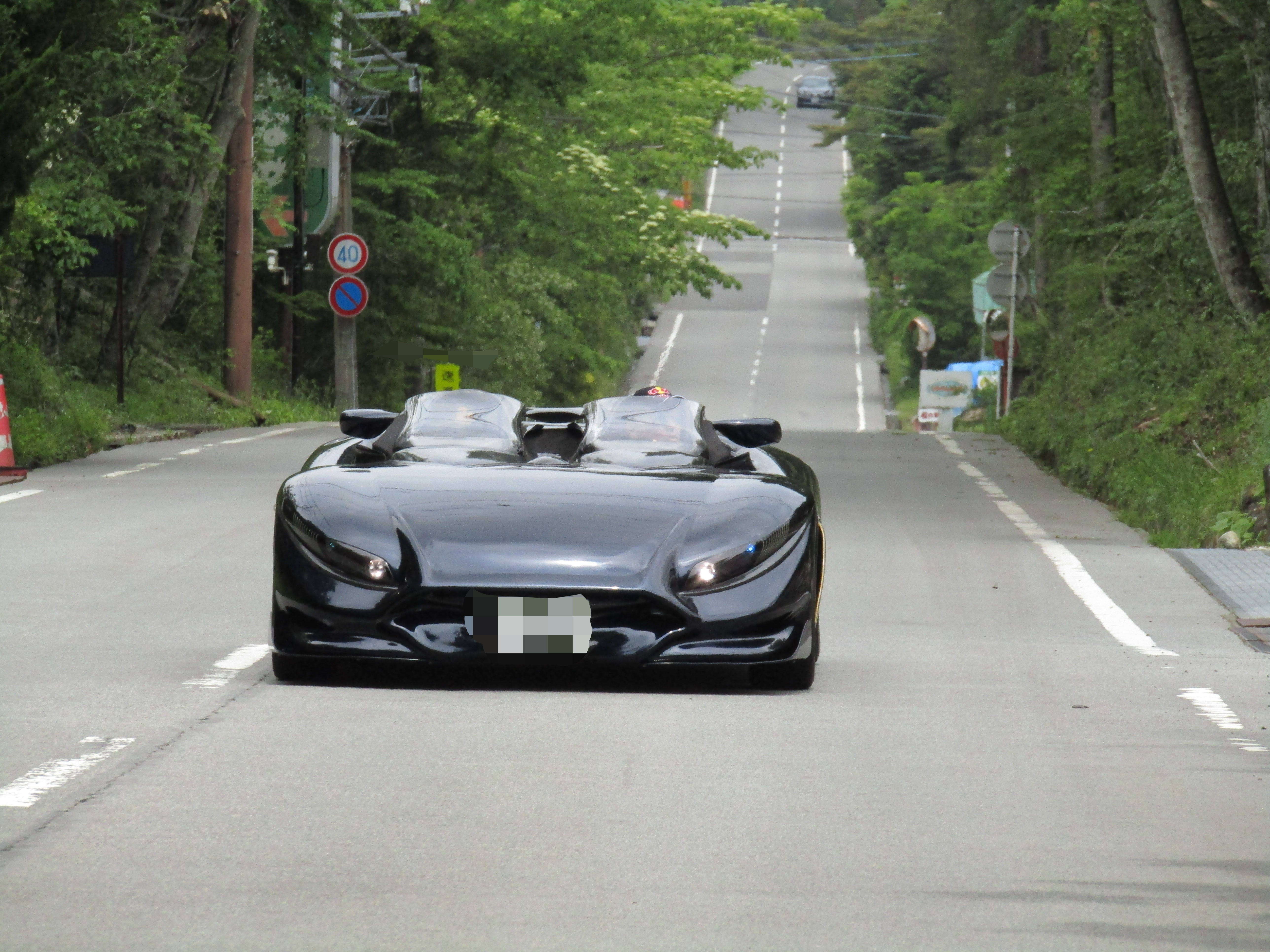
前面
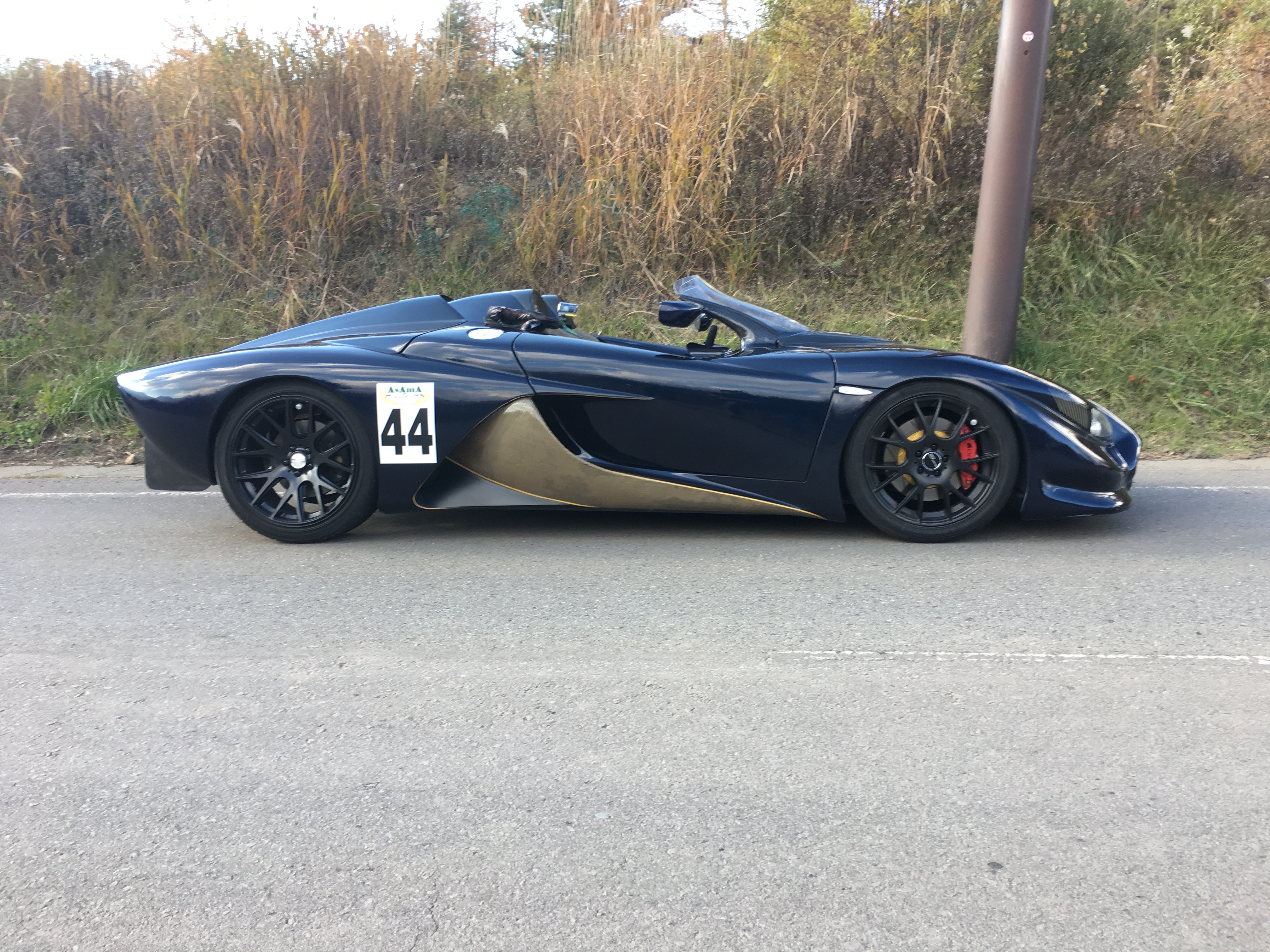
側面

### 内装
シートはボディとの一体型。スピードメーターはワンオフだが、車検に対応するためにスパイダーのメーターも装着されている。ステアリングもワンオフで、オールカーボン製。ルームミラーは自動車販売店などで販売されているアンダーミラーを流用したもの。センターコンソールにはサイドカメラの映像を写すモニターが取り付けられている。

### ドライブトレイン
エンジンはスパイダーの純正品で、ミッドシップ水平直列4気筒エンジン(1988CC)で、最大出力150PS/6,000rpmを発揮する。エキゾーストマニホールドはEXARTの4in1で、ワンオフ。マフラーは可変式中央3本出しで、アクスアート製のワンオフ。3本のうち両側がサイレンサーを通したマフラー、中央1本がサイレンサーを通していない直管マフラーになっている。
燃料はハイオクで、45L入れることができる。燃費は約15kmL。
2018年に浅間ヒルクライムに出場し、総合優勝を果たしている。

## 参照
- 「イトマキエイをイメージして作り上げた世界唯一のオープンスポーツを捕獲！」鬼才カスタムビルダーの野心作
- 【愛車紹介】魔改造！正体不明！？バイク屋が生み出したマンタレイが降臨！！怪しげな『深海魚シリーズ』
- BALLYHOO concept MANTA-RAY